# Selenotoca
A Selenotoca a sugarasúszójú halak (Actinopterygii) osztályának sügéralakúak (Perciformes) rendjébe, ezen belül az árgushalfélék (Scatophagidae) családjába tartozó nem.

## Rendszerezés
A nembe 2 faj tartozik:
- Selenotoca multifasciata (Richardson, 1846)
- Selenotoca papuensis Fraser-Brunner, 1938